# TramSim
TramSim es un videojuego de simulación de trenes, en este caso tranvías, desarrollado por la compañía austriaca Viewapp y distribuido por la alemana Aerosoft. Se recorre la ciudad de Viena (Austria), emulando las líneas de tranvía de las que dispone. Fue lanzado el 29 de octubre de 2020 para Microsoft Windows, usando como motor de juego el Unreal Engine 4.

## Historia y jugabilidad

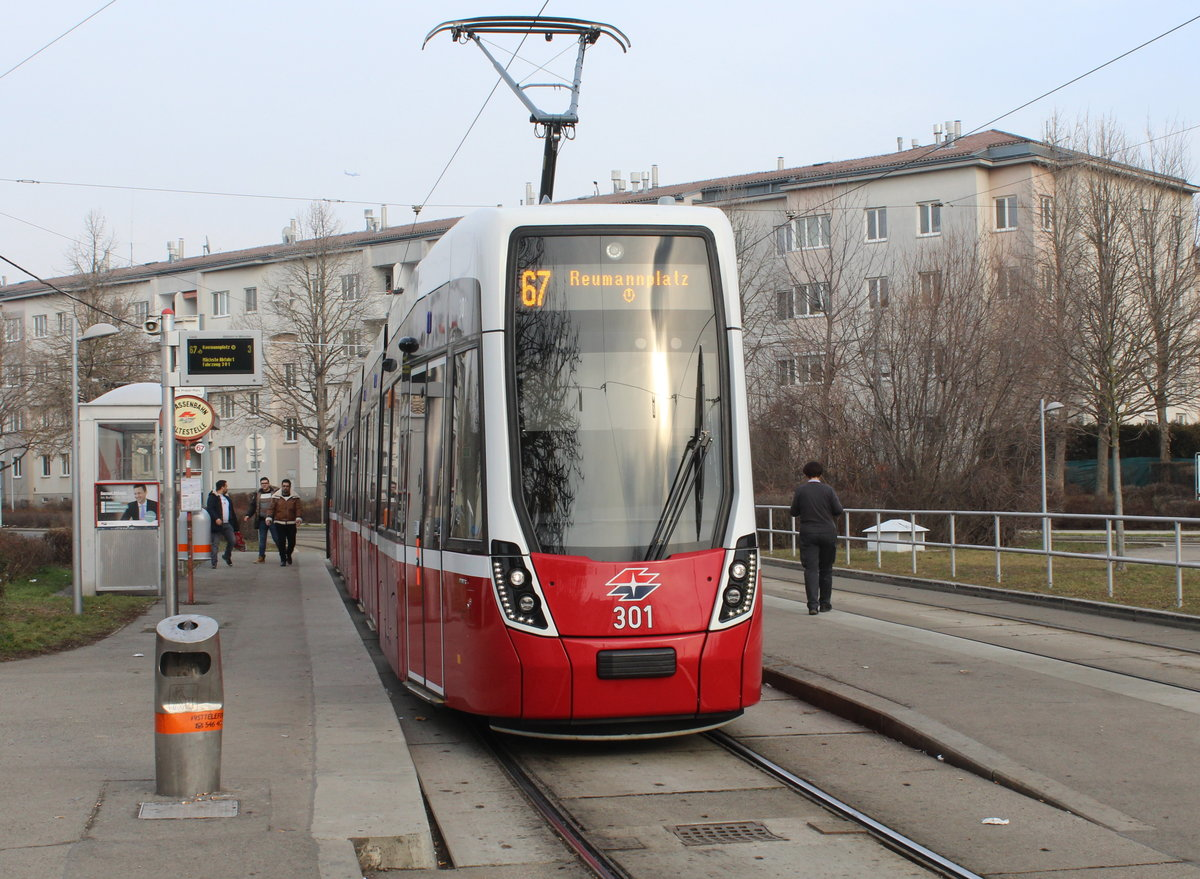
Tranvía Alstom Flexity Wien, diseñado por Bombardier Transportation para Alstom, primer modelo jugable.

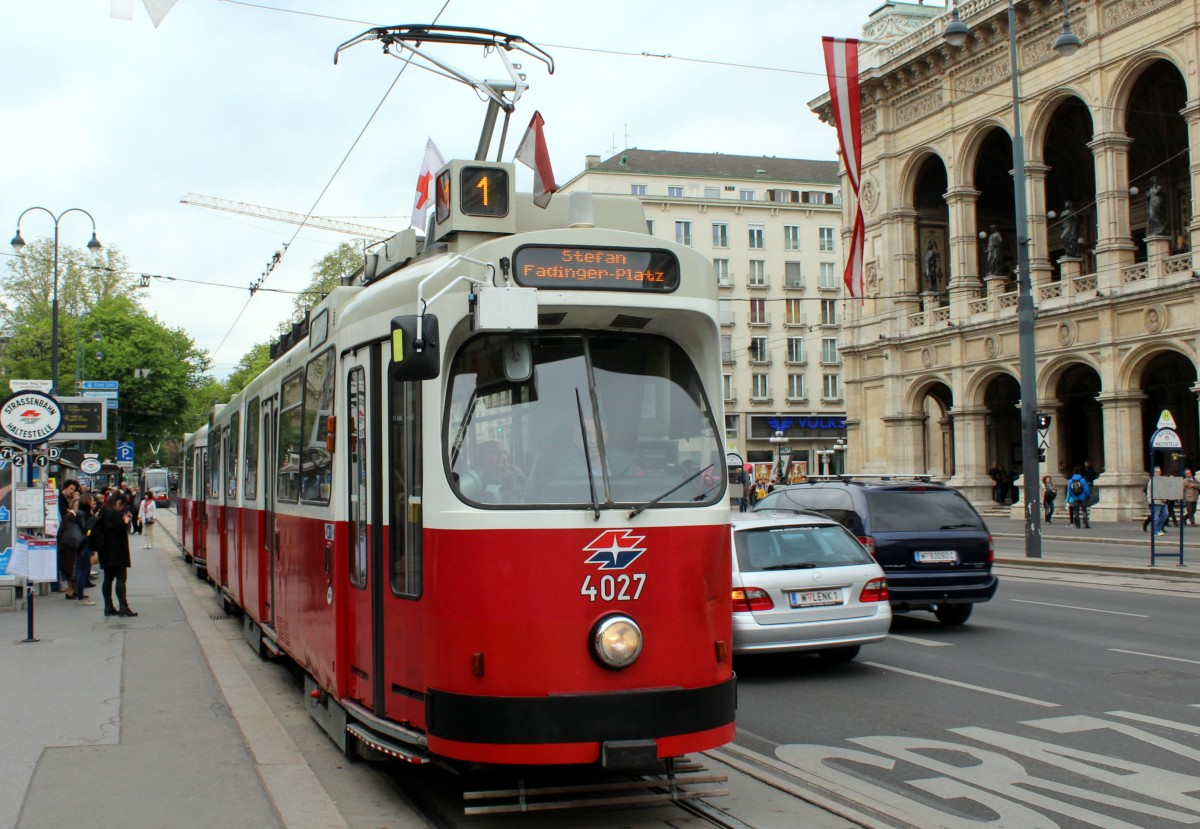
Modelo clásico del tranvía vienés, también disponible.

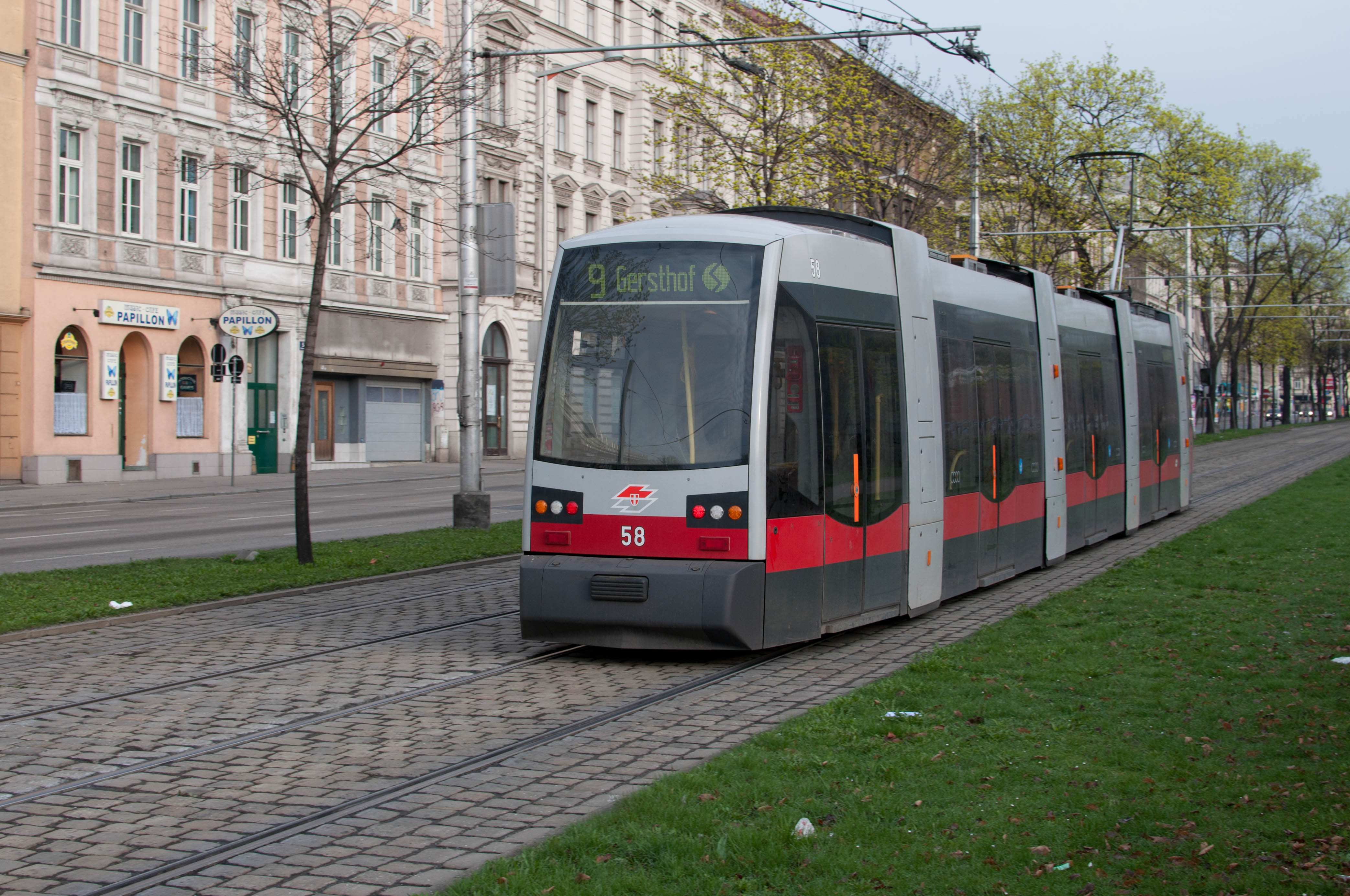
Modelo Ultra Low Floor de Siemens-ELIN, sólo disponible en su DLC.

El videojuego fue presentado por primera vez en el evento virtual Aerosoft NextSim 2020, realizado de manera telemática debido a la pandemia de coronavirus, en el que la compañía alemana encargada de su distribución presentó éste y otros simuladores. Fue lanzado a través de la plataforma Steam, así como en soporte físico para ordenador, el 29 de octubre de 2020. En la primera versión del videojuego se incluyó el tipo de tranvía Alstom Flexity Wien, de la compañía de transporte público Wiener Linien, así como la línea 1 del Tranvía de Viena (recorrido entre Stefan-Fadinger-Platz y Prater, Hauptallee).
En los primeros compases del videojuego, el usuario únicamente podía tomar el mando del jugador (conductor) para realizar el tramo de la línea 1 del tranvía en Viena, que va desde Stefan-Fadinger-Platz a través de Karlsplatz hasta el Ringstraße, donde se han reproducido con gran detalle las vistas de Viena, como la Ópera Estatal, el Volkstheater, el Parlamento o el Burgtheater. Desde el Ringstraße va a la Bolsa de Viena, a Schwedenplatz y finalmente a la terminal Prater, en Hauptallee. En su trayecto recrea también parte del articulado subterráneo del tranvía, que el jugador recorre entre las paradas de Kliebergasse y Laurenzgasse.
Cada trayecto puede durar en torno a 45 minutos. La línea también se puede tomar brevemente en las paradas Radetzkystraße / Matthäusgasse, Börse y Karlsplatz / Oper.
El jugador puede realizar un tutorial para hacerse con los controles y la dinámica de la conducción en el simulador. Como en otros videojuegos de estas características, suele verse en primera persona y desde la cabina, desde la cual se debe realizar el proceso de arranque, aceleración, frenado y apertura y cierre de puertas en las estaciones.
El videojuego cuenta con elementos climáticos, pudiendo darse las partidas tanto de mañana, tarde y anochecer, con tiempo soleado, nublado o con lluvia y nieve. Al salir en octubre de 2020, en plena pandemia de coronavirus, el videojuego contó con un "Modo COVID", que implicaba que los personajes que se encuentra durante el videojuego e interactúan con el tranvía llevaran puesta mascarilla.

## Vehículos
En el juego, el primer modelo disponible fue el Flexity, un tranvía de piso bajo, siendo añadido el 4 de marzo de 2021Type E2, en circulación desde 1978, un modelo de cinco piezas y de piso alto. El 29 de abril de 2021, el tipo ULF (Ultra Low Floor) se integró en el juego como parte de un DLC. Con la compra de este o con la actualización 1.3, se añadía la línea 62 del tranvía, todo en tiempo real, con contador de recorrido. No obstante no era jugable, más bien como elemento externo añadido a la simulación y que puede encontrarse entre las estaciones Oper, Karlsplatz y Kliebergasse.

## Contenido adicional
El 29 de abril de 2021, el tipo de tranvía ULF fue el primer DLC de pago que se publicó. Con la compra de dicha extensión, el juego incluía una extensión de la línea jugable, que podía alargarse hasta las cocheras de Favoriten, en Gudrunstraße, el 10º distrito de Viena. Con el DLC, aparecieron funciones de vehículo extendidas, así como posibilidad de realizar maniobras en los locales de las cocheras, una instalación de lavado y la opción de entrar y salir de la línea para tareas de mantenimiento.

## TramSim Múnich
Un año después del lanzamiento, la compañía lanzó la extensión TramSim Múnich, incluyendo tres líneas del tranvía bávaro: la línea 23 (Schwabing Nord - Münchner Freiheit), la 27 (Petuelring - Sendlinger Tor) y la 28 (Scheidplatz - Sendlinger Tor), incluida la conexión de vías entre Scheidplatz y Münchner Freiheit.

Este avance contiene el modelo de tranvía R2.2b (GT6, en Múnich llamado "Baureihe R") de la MVG.[11] Al igual que en el escenario de Viena, los conjuntos de tranvías se pueden repintar.